# هنایی لاهومنه
هنایی لاهومنه (اوکراینی: Лагомина Геннадий Станиславович؛ زادهٔ ۹ سپتامبر ۱۹۷۳) بازیکن فوتبال اهل اوکراین است.